# Кареповск
Кареповск — посёлок в Таймырском Долгано-Ненецком районе Красноярского края России. Входит в сельское поселение Караул.

## География
Расположен на правом берегу Енисея, у устья притока реки Кареповская (Енисейский залив Карского моря).
На 2020 год в Кареповске улиц не числится.

## История
До 2005 года входил в состав Усть-Енисейский района  Таймырского (Долгано-Ненецкого) автономного округа. 
По данным на 1983 год был в Воронцовском сельсовете.

## Население
| 2010 |
| ---- |
| 0    |

## Инфраструктура
С 2007 г входит в состав Пограничной зоны.

## Транспорт
Водный транспорт.